# Eugène Turpin
François Eugène Turpin (30. září 1848 – 24. ledna 1927) byl francouzský chemik zabývající se výzkumem výbušnin. Žil v Colombes nedaleko Paříže.

## Život
V roce 1881 vymyslel panklasity, třídu sprengelských[ujasnit] výbušnin založených na směsi vhodného paliva s dimerní formou oxidu dusičitého, který zajišťuje oxidaci.
V roce 1897 zažaloval spisovatele Julesa Verna za to, že postavu Thomase Rocha z románu Vynález zkázy založil právě na něm. Verne, kterého obhajoval Raymondem Poincarém, byl uznán nevinným, ačkoliv jeho korespondence s jeho bratrem Paulem potvrzuje, že postava Thomase Rocha skutečně byla založena na Turpinovi.